# Modalità (semiotica)
In semiotica si intende con modalità quell'insieme di funzioni che sono impiegate, ad esempio nei testi narrativi, per indicare l'atteggiamento di un personaggio verso una qualche frase, una situazione o un oggetto. Le funzioni modali non appartengono al livello superficiale del racconto, ma sono un risultato dell'analisi semiotica e riguardano la struttura delle relazioni tra gli elementi del testo. In semiotica le funzioni modali che modificano un'azione riguardano ciò che può essere detto delle competenze o del sapere di un soggetto; le funzioni modali che modificano una descrizione di stato ci parlano, ad esempio, della natura del valore di un oggetto. La nozione semiotica di modalità è affine alle medesime nozioni in linguistica e in logica, sebbene si distingua da esse in quanto la semiotica, rispettivamente, non adotta le funzioni modali in forma di verbo così come si trovano nelle lingue naturali e non le considera esclusivamente come relazioni che riguardano le frasi.

## Introduzione
(di Greimas in p. 65 di Del senso vol. 2)
Nel contesto dell'analisi di una narrazione o di un testo non verbale, il modo è la sfumatura assunta dal predicato verbale di un enunciato di stato o di azione in dipendenza da una funzione che lo modifica riguardo a un qualche aspetto. In semiotica, però, non si considerano propriamente modali tutte le funzioni capaci di modificare predicati verbali: Greimas considera adatto a sondare la struttura modale fondamentale di ogni racconto solo un gruppo ristretto di funzioni. Si riconosce l'esistenza di tre tipologie di modalità e sei modi, due per ogni modalità: la realizzazione (fare e essere), la virtualizzazione (dovere e volere) e l'attualizzazione (sapere e potere). Il processo di modificazione di una frase per mezzo di una funzione modale è detto modalizzazione.
Ad esempio la frase "La scimmia vuole la banana che penzola sul ramo alto" è composta da due enunciati, ovvero dall'enunciato descrittivo "La banana penzola sul ramo alto" e dall'enunciato modale virtualizzante "La scimmia vuole la banana".

### Significazione
Le modalità permettono di analizzare testi non verbali. Un esempio di analisi è quello del linguaggio dei semafori proposto da Volli.
| Colori del semaforo          | Significato         | Traduzione modale del significato                                                      |
| ---------------------------- | ------------------- | -------------------------------------------------------------------------------------- |
| Verde                        | Passare             | Poter attraversare                                                                     |
| Rosso                        | Arrestarsi          | Non dover attraversare                                                                 |
| Verde e giallo o solo giallo | Liberare l'incrocio | (A incrocio impegnato) dover attraversare/(Prima dell'incrocio) non poter attraversare |
| Giallo lampeggiante          | Attenzione          | Non sapere se poter attraversare                                                       |

### Programmi narrativi

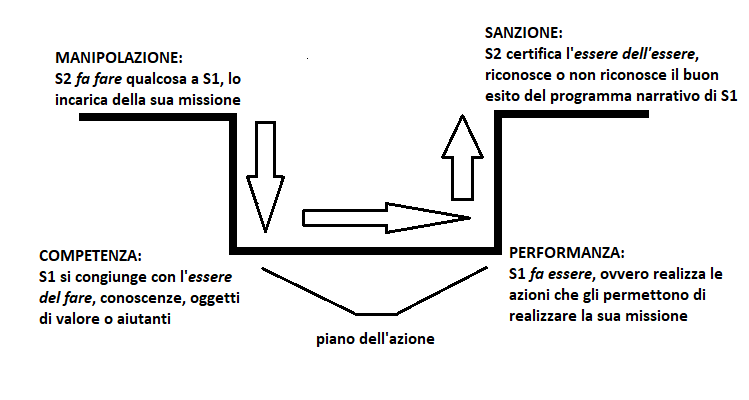
Programma narrativo di base

In semiotica letteraria l'analisi delle storie permette di esplorare il livello della struttura narrativa. A questo livello d'analisi il racconto si presenta come un insieme di relazioni tra soggetti e oggetti, organizzate in funzione dello svolgimento della storia stessa. In generale si può dire che ogni storia è composta da almeno quattro fasi distinte, ovvero la manipolazione, la competenza, la performanza e la sanzione.
A titolo di esempio, si consideri la fiaba stereotipica del cavaliere che salva la principessa dal drago: un re incarica un cavaliere di salvare sua figlia da un drago che la tiene prigioniera e gli promette la sua mano come ricompensa (momento della manipolazione); il cavaliere si incammina verso il castello del drago e a metà strada incontra un mago che gli dona una spada magica (momento della competenza); una volta giunto al castello del drago, il cavaliere lo affronta, lo uccide e trae in salvo la principessa (momento della performanza); il cavaliere e la principessa fanno ritorno al castello del re, dove si sposeranno e vivranno per sempre felici e contenti (momento della sanzione). L'analisi della storia del cavaliere e della principessa permette di fare luce sulla dimensione modale dei momenti della storia: nel momento della manipolazione si ha il re che fa fare qualcosa al cavaliere, ovvero lo incarica di una missione di salvataggio e gli presenta la principessa come oggetto per lui desiderabile; nel momento della competenza il cavaliere stabilisce il suo essere del fare, ovvero si congiunge con la spada dotata del potere che gli permetterà di svolgere il suo compito; nel momento della performanza avviene il fare dell'essere in quanto, dopo aver ucciso il drago, il cavaliere si congiunge con la principessa; nel momento della sanzione si realizza l'essere dell'essere, ovvero il cavaliere sposa la principessa secondo quanto gli era stato promesso dal re. L'analisi qui svolta per mezzo dei verbi realizzanti essere e fare è ridotta ai minimi termini, in quanto le varie fasi del racconto si sarebbero potute analizzare più dettagliatamente anche con l'ausilio delle altre funzioni modali. Nel caso del momento della manipolazione, ad esempio, questo può realizzarsi solo se il cavaliere vuole intraprendere l'impresa che gli è stata proposta e ciò presuppone perlomeno che egli possa accertarla; un altro modo di analizzare la manipolazione è per mezzo della funzione del dovere: il cavaliere deve salvare la principessa in quanto vassallo del suo re e ciò implica per lui sapere di essere sottomesso al sovrano.

## Connessione con altri termini e concetti della semiotica
La dimensione modale è un concetto semiotico strettamente correlato con altri strumenti della disciplina. Nell'analisi semiotica di un testo i valori modali svolgono diverse funzioni: sono elementi di caratterizzazione degli attanti, sul piano assiologico mostrano il percorso di generazione del valore di un oggetto e, in generale, sono uno strumento di analisi fondamentale per far emergere la struttura dei programmi narrativi dei testi.

## Esempi di analisi modali di fenomeni socio-culturali
Nel campo delle analisi sociosemiotiche dei fenomeni culturali risultano di grande utilità e stimolo le categorie semiotiche della modalità.

### La playlist musicale
Sotto il profilo modale il fenomeno delle playlist può risultare interessante per più di una ragione. Per un utente-soggetto la playlist rappresenta in primo luogo l’essere di un sapere, ovvero essa è un luogo in cui si manifestano in forma oggettivata i suoi particolari valori o gusti musicali; in secondo luogo si ha un sapere dell'essere, in quanto l'utente-soggetto si ricongiunge per mezzo del suo rapporto con la playlist con i suoi oggetti di valore, le sue canzoni, e ne certifica la qualità (sono proprio quelle che desidera, altrimenti può decidere di cambiarle).
Dall'invenzione del walkman sino alle più recenti innovazioni nel campo della tecnologia smartphone, questi dispositivi hanno permesso a una considerevole fetta di popolazione di fare una nuova e particolare esperienza della musica: la creazione della propria playlist. Le playlist permettono all'utente di creare una colonna sonora personalizzata della propria vita: il fenomeno rappresenta un tentativo da parte delle persone di rivalorizzare una quotidianità percepita come banale, perlomeno riguardo a qualche aspetto.

### La zuppa al pesto di Greimas
Greimas propone l'analisi semiotica di una ricetta di cucina, la zuppa provenzale al pesto e legumi. Innanzi tutto nota che la ricetta è formulata con verbi al modo imperativo: questo fatto può far pensare che ci si trovi davanti a un contesto modalizzato secondo il dovere, ma Greimas osserva che invece siamo in una dinamica di trasmissione del sapere, in particolare di un saper fare. La ricetta consiste in una procedura di programmazione, dove nella dimensione acronica della struttura si fissano uno scopo (la ricetta realizzata) e i mezzi per realizzarlo (gli strumenti di lavoro e gli ingredienti). La programmazione è quindi un processo narrativo che parte da un oggetto di valore dato (la zuppa) e a ritroso ne ricostruisce le fasi di produzione. Il cuoco è quindi scisso in due figure distinte: un destinante programmatore (colui che pensa o legge la ricetta, portatore di un saper fare) e un destinatario realizzatore (colui che cucina la zuppa nel concreto, l'esecutore di un far essere).

### Libri
- Greimas, Algirdas J., Del senso, vol. 2, Milano, Bompiani, 1984, ISBN 978-8845211560.
- Greimas, Algirdas J. e Courtés, Joseph, Semiotica. Dizionario ragionato della teoria del linguaggio, a cura di Fabbri, Paolo, Milano, Mondadori, 2007, ISBN 978-88-6159-003-8.
- Martin, Bronwen e Ringham, Felizitas, Dictionary of Semiotics, London, Cassel, 2000, ISBN 978-0304706365.
- Volli, Ugo, Manuale di semiotica, Bari-Roma, Laterza, 2000, ISBN 978-8842069195.

### Articoli da rivista
- (IT) Isabella Pezzini, Gli schemi dell'apparire. Tecnologie, immaginazione, forme di vita fra semiotica e estetica, in Versus, vol. 2, n. 125, Il Mulino, luglio-dicembre 2017,  pp. 177-186, DOI:10.14649/87904, ISSN 0393-8255 (WC · ACNP).